# كورجون ألاسكا
كورجون ألاسكا (الاسم العلمي:Coregonus nelsonii) (بالإنجليزية: Alaska whitefish)‏ هو نوع من الأسماك يتبع جنس الكورجون من فصيلة سمك السلمون.